# یواس‌اس پریمرز (۱۸۶۳)
یواس‌اس پریمرز (۱۸۶۳) (به انگلیسی: USS Primrose (1863)) یک کشتی بود که طول آن ۸۳ فوت (۲۵ متر) بود.